# أنا وبناتي (فلم)
أنا وبناتي هو فيلم مصري عرض عام 1961، بطولة صلاح ذو الفقار وناهد شريف وزكي رستم وآمال فريد وزهرة العلا وفايزة أحمد، ومن تأليف وإخراج حسين حلمي المهندس.

## قصة الفيلم
يستطيع الأب أن يربي بناته الأربعة تربية حسنة ولكنه لا يستطيع توفير المال اللازم لتجهيزهن للزواج، وحين يحال إلى المعاش يستولي أحد النصابين على مكافأته. يدخل الأب للمستشفى على أثر حادث، وتعمل بناته لمواجهة الحياة، فإحداهن تعمل مطربة في صالة، وتعمل الثانية كعارضة أزياء، وتكتب الثالثة القصص وتعجب بكاتب كبير وتتخذه مثلها، أما الرابعة فتبقى في المنزل لترعى شؤونه، يعرف الأب بحالهن فيقرر الاختفاء عن الأنظار. تقع إحدى الفتيات في الغواية وتقرر الانتحار و تموت. تدفع المأساة بالأب للعودة مرة ثانية للم شمل الأسرة.

## طاقم التمثيل
- صلاح ذو الفقار: (سمير)
- ناهد شريف: (ميساء محمود عبد الفتاح)
- زكي رستم: (محمود عبد الفتاح)
- آمال فريد: (منى محمود عبد الفتاح)
- زهرة العلا: (ميرفت محمود عبد الفتاح)
- فايزة أحمد: (محاسن محمود عبد الفتاح)
- عبد المنعم إبراهيم: (فهمي)
- عبد الغني النجدي: (حمزة)
- أحمد فرحات: (زُنبَة)
- إدمون تويما: (إبراهيم)
- عبد الغني قمر: (بيومي)
- عبد الحميد بدوي: (بشندي)
- صالح محمد صالح: (مايسترو)
- سميرة محمد: (عارضة أزياء)
- سامية رشدي: (والدة حمزة)
- عباس الدالي: (عفيفي)
- فتحية شاهين: (صاحبة محل الأزياء)
- صالح الإسكندراني: (جنايني)
- فريد عبد الله: (لاعب طاولة بالمقهى)
- علي كامل: (جابر)
- أحمد بالي: (موظف صديق محمود)
- أحمد مرسي: (شاويش)
- تيري كامل
- زينب نصار

## فريق العمل
- إخراج: حسين حلمي المهندس
- تأليف: حسين حلمي المهندس
- مدير التصوير: فيكتور أنطون
- مونتاج: سيد بسيوني
- موسيقى تصويرية: إبراهيم حجاج
- إنتاج: أفلام مينا (فيكتور أنطون)
- توزيع: منتخبات بهنا فيلم

## أغاني الفيلم
بيت العز، على البساط السندسي، حيران، تعالالي يابا
- تأليف: مرسي جميل عزيز
- ألحان: محمد الموجي
- قيادة الفرقة الموسيقية: عطية شرارة

## روابط خارجية
- مقالات تستعمل روابط فنية بلا صلة مع ويكي بيانات